# Óscar de la Hoya (álbum)
Óscar de la Hoya es el título del primer y único álbum de estudio homónimo grabado por el ex-boxeador y cantante mexicano-estadounidense Óscar de la Hoya, Fue lanzado al mercado por la empresa discográfica EMI Latin el 10 de octubre de 2000. Él álbum Óscar de la Hoya fue producido por Rudy Pérez, co-producido por Gen Rubin y Guilliano Franco, donde se desprende el tema "Ven a mí", la canción llegó al puesto número 1 de la revista Billboard Hot Latin Tracks en 2000. Él álbum obtuvo una nominación para el Premios Grammy al Mejor Álbum de Pop Latino en la 43°. edición anual los Premios Grammy celebrada el miércoles 21 de febrero de 2001.

## Lista de canciones
| Óscar de la Hoya |                        |                                                                        |          |  |
| N.º              | Título                 | Escritor(es)                                                           | Duración |  |
| 1.               | «Mi amor»              | Rudy Pérez                                                             | 2:57     |  |
| 2.               | «Para qué»             |                                                                        | 3:40     |  |
| 3.               | «Run To Me»            | Barry Gibb · Maurice Gibb · Robin Gibb                                 | 3:44     |  |
| 4.               | «Tú me completas»      | Rudy Pérez                                                             | 3:28     |  |
| 5.               | «With These Hands»     | Diane Warren                                                           | 4:11     |  |
| 6.               | «Estar sin ti»         | Rudy Pérez                                                             | 4:00     |  |
| 7.               | «Para amarte»          | Rudy Pérez                                                             | 2:55     |  |
| 8.               | «Te amo»               | Donato Póveda · Hal S. Batt                                            | 3:41     |  |
| 9.               | «Prométeme»            | Mauricio Abaroa · Rudy Pérez                                           | 4:20     |  |
| 10.              | «Amándonos»            |                                                                        | 4:05     |  |
| 11.              | «Nunca imaginé»        | Alfredo Matheus                                                        | 3:59     |  |
| 12.              | «Ven a mí» (Run To Me) | Barry Gibb · Maurice Gibb · Robin Gibb · Adapt: al español: Rudy Pérez | 3:38     |  |
| 13.              | «Mi amor»              | Rudy Pérez                                                             | 3:41     |  |
| 48:25            |                        |                                                                        |          |  |

- Datos: Q6174976